# Aarhus Nærbane
Aarhus Nærbane var årende 1979 til 2012 strækningen Aarhus H-Hornslet og var derefter fra 2012 til 2016 jernbanestrækningen Odder-Aarhus H-Hornslet-Grenaa, som opstod ved sammenlægning af Grenaabanen og Odderbanen.
Den fælles nærbanen startede 9. december 2012. så passagerne ikke længere skulle skiftes tog på Aarhus H. Driften på nærbanen blev indstillet 27. august 2016, da hele strækningen skulle ombygges for at indgå i Aarhus Letbane. Odderbanen genåbnede som letbane 25. august 2018 og Grenaabanen 30. april 2019.

## Historie
Den første udgave af nærbanen med den daværende stavemåde Århus Nærbane blev etableret mellem Aarhus H og Hornslet på Grenaabanen i 1979. Aarhus Kommune havde taget initiativ til den i 1971, og i 1973 havde de fået banens ejer DSB med til det. I 1975 gik Rosenholm Kommune med i planlægningen, og i 1977 blev der sluttet en overenskomst mellem de tre parter. I marts 1978 fik DSB den nødvendige bevilling fra Folketingets finansudvalg, hvorefter halvandet års anlægsarbejder gik i gang. Tre nedlagte stationer blev genåbnet, fire nye blev oprettet, der blev etableret sikringsanlæg og nye motortog af litra MR blev anskaffet. Desuden foretog kommunerne forskellige vej- og stianlæg.
I årene før åbningen af nærbanen havde betjeningen af Grenaabanen været beskeden med kun fem tog om dagen mellem Aarhus og Grenaa. Som et første skridt blev det udvidet til ni tog ved køreplansskiftet 27. maj 1979. Den egentlige indvielse af nærbanen fandt sted lørdag 4. august 1979 med indvielsestog mellem Aarhus og Hornslet, gratis kørsel for almindelige passagerer og forskellig underholdning. Den daglige drift begyndte dagen efter. Herefter blev nærbanen trafikeret hver time fra morgen til midnat, idet der dog kørtes hver halve time i myldretiderne. Cirka hvert andet tog fortsatte videre til Grenaa. Her var der dog sket et par indskrænkninger, idet to stationer var blevet nedlagt. Nærbanen indgik i Århus Sporvejes takstsystem. For rejser derudover eller på resten af nærbanen gjaldt DSB's takstsystem.
Driften blev senere udvidet, så der også kom halvtimesdrift på nærbanen i dagtimerne på hverdage mellem myldretiderne.

### Sammenlægning af banerne
På Aarhus H holdt Grenaabanens tog ved samme perron som Odderbanen. Der var imidlertid ikke samdrift mellem de to baner, så hvis der var forsinkelser, kunne passagerne risikere, at forbindelse mellem togene på de to baner glippede.
20. januar 2011 aftalte DSB og Region Midtjylland, der har aktiemajoriteten i Midtjyske Jernbaner, som Odderbanen da var en del af, at etablere samdrift fra udgangen af 2011. På det tidspunkt blev Grenaabanen betjent af moderne Desiro-togsæt, mens Odderbanen blev betjent af over 40 år gamle Y-tog. Trafikforliget i juni 2012 mellem regeringen, Enhedslisten og Dansk Folkeparti indebar imidlertid en bevilling på 140 mio. kr. til fire ekstra Desiro-togsæt foruden de otte, Grenaabanen havde i forvejen. Vedligeholdelsen af Desiro-togsættene skulle foregå i Odder, men ombygningen af værkstedet der viste sig at være mere omfattende end forudset.
Sporsammenkoblingen på Aarhus H blev også ordnet. Den økonomiske hindring for samdriften blev fjernet 26. september 2012, hvor regionsrådet for Region Midtjylland godkendte en merudgift på 13 mio. kr. til samdriften, som i alt kom til at koste regionen 24 mio. kr. om året. Ligesom S-togene i København, der indtil 2013 blev drevet af DSB's datterselskab DSB S-tog A/S, regnede DSB oprindeligt med at drive den århusianske nærtrafik i selskabet DSB Aarhus Nærbane A/S, men det blev hurtigt likvideret.
Den anden udgave af Aarhus Nærbane startede 9. december 2012. Indvielsen blev fejret med gratis kørsel de tre midterste weekender i december 2012. I starten havde nærbanen store driftsproblemer. DSB aflyste 66 tog og havde 176 forsinkelser på 9 dage.

### Ombygning til letbane
Fra 29. april til 17. oktober 2014 var nærbanen spærret mellem Skolebakken og Aarhus H på grund af etablering af Aarhus Letbane ved Dokk1. Dermed blev Grenaabanen afskåret fra omverdenen og fra at få sine Desiro-tog vedligeholdt på værkstedet i Odder. DSB stationerede 11 MR-tog på Grenaabanen og lavede et interimistisk værksted for dem på Grenaa Varmeværk, så Grenaa Havnebane måtte genåbnes for lejlighedsvis trafik i denne periode.
27. august 2016 blev driften på både Grenaabanen og Odderbanen indstillet for ombygning af dem til letbaner. Udover elektrificering af de eksisterende strækninger, omfattede der også anlæggelse af en en ny strækning fra Nørreport over Skejby til Lystrup, der åbnede 21. december 2017. Odderbanen genåbnede som letbane 25. august 2018 og Grenaabanen 30. april 2019.
Odderbanens infrastruktur overgik til Aarhus Letbane I/S 1. september 2016, mens ejerskabet til Grenaabanen forbliver hos Banedanmark.